# 基勒爾河
46°39′37″N 7°34′35″E / 46.66028°N 7.57639°E
基勒爾河是瑞士的河流，位於該國中西部，流經伯恩州，屬於錫默河的右支流，處於伯爾尼台地，河道全長12.2公里，流域面積128.7平方公里。